# Young Lady and Gentleman
Young Lady and Gentleman (en hangul, 신사와 아가씨; RR: Sinsawa Agassi) es una serie televisiva surcoreana dirigida por Shin Chang-seok y protagonizada por Ji Hyun-woo, Lee Se-hee y Cha Hwa-yeon. Es la historia de Lee Young-kook, un viudo con tres hijos, y la tutora de estos, Park Dan-dan, por la que se siente atraído. La serie se estrenó en KBS2 el 25 de septiembre de 2021, y sus 52 capítulos se emitieron los sábados y domingos a las 19:55 (KST) hasta el 27 de marzo de 2022.
La serie ganó siete premios en los KBS Drama Awards de 2021, incluido el Gran Premio (Daesang) para Ji Hyun-woo y el premio a la mejor pareja para él y Lee Se-hee. Según Nielsen Korea, el episodio 48 emitido el 13 de marzo de 2022 registró una audiencia promedio nacional del 38,2 % con 6,9 millones de espectadores. Actualmente, la serie ocupa el tercer lugar entre las 50 series principales por espectadores a nivel nacional en Corea. Dada la popularidad de la serie, fue extendida con otros dos episodios, hasta un total de 52.

## Sinopsis
Park Dan-dan vive con su hermanastro, Dae-beom, un hombre de negocios que siempre fracasa, y su madrastra. Cansada de aguantarlos, se va de casa y, sintiéndose deprimida, sube una montaña. Allí, Dan-dan se encuentra con Lee Young-kook, que está caminando vestido con un traje. Él es el hábil presidente de una corporación, además de viudo y con tres hijos. Por casualidad, Dan-dan se convierte en tutora interna en la casa de Young-kook. A medida que comienzan a vivir juntos y a cuidar a los hijos de él, se encuentran en situaciones de conflicto, tanto pequeñas como grandes. A pesar de su diferencia de edad de catorce años, comienzan a encariñarse el uno con el otro. Con la ayuda de Dan-dan, ¿podrá Young-kook superar su dolor y acercarse más a sus hijos?

## Reparto

### Principal
- Ji Hyun-woo como Lee Young-kook, viudo, en duelo por la pérdida de su esposa, con quien tuvo tres hijos. Es un presidente corporativo y un hombre atractivo.[10]
- Lee Se-hee como Park Dan-dan, una mujer brillante y audaz, tutora interna de los hijos de Young-kook, una 'sirvienta' segura de sí misma que busca su propia felicidad.[11]
  - Kim Min-seo como Dan-dan de joven.
- Park Ha-na como Cho Sa-ra, administra la casa de Young-kook, del que está enamorada.[12]

### Secundario

#### Personas cercanas a Young-kook
- Cha Hwa-yeon como Wang Dae-ran, madre biológica de Lee Se-ryun. Es una exestrella de cine y madrastra de Young-kook.[13]
- Yoon Jin-yi como Lee Se-ryun, la hermana menor de Young-kook. Se enamora de Park Dae-beom a primera vista.[14]
- Choi Myung-bin como Lee Jae-ni, la hija mayor de Young-kook, arrogante y ruda.[15]
- Yoo Joon-seo como Lee Se-chan, el hijo de Young-kook, hermano menor de Jae-ni y hermano mayor de Se-jong, le gusta el hip-hop y el swag.
- Seo Woo-jin como Lee Se-jong, el hijo menor de Young-kook.[16]
- Lee Il-hwa como Anna Kim / Kim Ji-young, exesposa de Park Soo-cheol y madre biológica de Dan-dan. Diez años atrás sufrió un accidente automovilístico y tuvo decenas de cirugías mayores, superó todo eso y se mudó a Estados Unidos para triunfar como diseñadora.[17]
  - Kang Se-jung como Ji-young (quien se convirtió en Anna después de su accidente) (cameo episodios 1 y 6).[18]
- Yoon Ji-sook como la ayudante de Young-kook durante 8 años.

#### Personas cercanas a Dan-dan
- Lee Jong-won como Park Soo-cheol, padre de Dan-dan y padrastro de Dae-beom. Es un padre devoto.
- Oh Hyun-kyung como Cha Yeon-shil, la esposa de Soo-cheol, madrastra de Dan-dan y madre biológica de Dae-beom. Le gusta beber y bailar y está llena de aegyo.
- Ahn Woo-yeon como Park Dae-beom, hermanastro mayor de Dan-dan, primo de Kang Mi-rim y el interés amoroso de Se-ryun.[12]
- Kang Eun-tak como Cha Geon, el tío materno de Dan-dan, Dae-beom y Mi-rim.[19]
- Kim Young-ok como Jin Dal-rae, madre de Yeon-shil y Geon, abuela de Dae-beom, Dan-dan y Mi-rim. Tiene la personalidad de una serpiente.[20][21]
- Kim Yi-kyung como Kang Mi-rim, la sobrina de Yeon-shil y Geon. Su madre es la hija mayor fallecida de Dal-rae.[22][23]

### Otros
- Lee Hwi-hyang como Lee Ki-ja, la madre de Sa-ra, compañera de secundaria de Jang Mi-sook.[24]
- Im Ye-jin como Jang Mi-sook, la dueña de la tienda de ropa Fantom, hermana mayor adoptiva de Kook-hee y madre de Joon-oh.
- Yang Byung-yeol como Bong Joon-oh, el hijo de Mi-sook, estudiante de medicina amable y fiel, es guapo y dulce.[25]
- Wang Bit-na como Jang Kook-hee, exalumna universitaria de Young-kook y amiga desde hace mucho tiempo, la hermana menor adoptada de Mi-sook. Se va a vivir a Estados Unidos.
- Eru como Ko Jung-woo, exalumna de la universidad de Young-kook, amiga desde hace mucho tiempo y abogada.
- Kim Young-joon como Oh Kyung-seok, el hijo del director del hospital que quiere casarse con Se-ryun por el bien del hospital.[26]
- Lee Tae-ri como Ma Hyun-bin,  el senior de Dan-dan, y es amigable, amable. Young-kook está celoso de que él vea su relación cercana con Dan-dan.[27]
- Han Jae-seok como Oh Seung-ho, amigo de Se-ryun de cuando estudiaba en el extranjero, pero a él le gustaba ella.[28]
- Kim Ga-yeon como la Sra Kim, ama de llaves y empleada doméstica en la casa Young-kook.
- Yoon Ji-sook como una criada que ayuda en secreto a Dan-dan.[29]
- Jeon Seung-bin como Jin Sang-koo, el padre biológico de Se-jong y antiguo amante de Sa-ra.[30]

### Apariciones especiales
- Im Hye-young como Lee Young-ae, la esposa fallecida de Young-kook, madre de sus 3 hijos. Buena amiga de Sa-ra.[31]
- Hong Seok-cheon como presidente de Real Estate.[32]
- Jo Eun-sook como la amante de Mi So-cheol.[32]
- Yang Chi-seung, como una persona que viene a ver la casa donde vive Ki-ja.[32]
- Park Kwang-jae. Viene a ver la casa donde vive Lee Ki-ja.[33]
- Moon Hee-kyung como la madre de Seung-ho (episodios 36-42).

## Producción
El guionista de la serie Kim Sa-Kyung regresó al drama de fin de semana de KBS2 TV después de dos años y medio. Su última serie había sido el drama de fin de semana de 2019 My Only One. Yoon Jin-yi, Im Ye-jin, Cha Hwa-yeon y Lee Hwi-hyang están trabajando juntos después de My Only One. En abril de 2021, la agencia de Ji Hyun-woo, Ryan Heart, y la agencia de Park Hana, FN Entertainment, y Cha Hwa-yeon confirmaron que estaban considerando la oferta de un papel en la serie. Kang Eun-tak, Park Ha-na, Ahn Woo-yeon y Yoon Jin-yi se unieron al elenco en junio de 2021. El 8 de julio, se publicaron fotos del sitio de lectura del guion.
El 16 de noviembre de 2021 se informó de que un caso confirmado de COVID-19 había provocado la suspensión de la filmación según las normas para la prevención de la pandemia. Más tarde, el 17 de noviembre de 2021, se informó que todo el elenco de actores y el equipo habían dado negativo en la prueba de COVID-19, por lo que se reanudaron la filmación y transmisión con normalidad.
El 10 de diciembre de 2021 se comunicó que la filmación del 9 de diciembre de 2021 se había cancelado debido a que se detectó COVID-19 durante el rodaje. Más tarde ese mismo día, los funcionarios confirmaron que el día anterior, «un empleado dio positivo en una prueba de rutina de corona 19», dijo, «estamos realizando pruebas PCR, si todos los resultados son negativos, reprogramaremos la filmación».
El 9 de enero de 2022 se anunció que la serie tendrá 2 episodios más, y por tanto constará de 52 episodios en lugar de los 50 episodios anunciados en principio.
El 4 de marzo de 2022 se confirmó que la actriz Lee Se-hee había dado positivo por COVID-19 y, por lo tanto, estuvo en cuarentena durante una semana. Ella no participó en la filmación de la serie durante su período de cuarentena. Oh Hyun-kyung también dio positivo en un kit de autodiagnóstico, se espera el resultado de su prueba PCR.
El 7 de marzo de 2022 se confirmó que los actores Ahn Woo-yeon y Yang Byung-yeol habían contraído COVID-19. Oh Hyun-kyung también fue confirmado positivo, lo que resultó en la suspensión temporal de la filmación. El 11 de marzo se reanudó la filmación después de que terminara el período de autocuarentena para los actores infectados.
El 17 de marzo de 2022 se informó de que se había escrito el guion final. Y que el rodaje terminará el 22 de marzo de 2022.

## Banda sonora original
| Parte | Fecha de publicación    | N.º | Título                                       | Letra                        | Música               | Artista         | Duración |
| ----- | ----------------------- | --- | -------------------------------------------- | ---------------------------- | -------------------- | --------------- | -------- |
| 1     | 3 de octubre de 2021    | 1   | «It's Love» (사랑이야)                       | Ra.L                         | Park Jong-hyuk, Ra.L | Song Yu-jin     | 3:20     |
| 1     | 3 de octubre de 2021    | 2   | «It's Love» (inst.)                          |                              | Park Jong-hyuk, Ra.L |                 | 3:20     |
| 2     | 11 de octubre de 2021   | 1   | «Love Always Runs Away» (사랑은 늘 도망가)   | Kang Tae-gyu                 | Hong Jin-young       | Lim Young-woong | 4:03     |
| 2     | 11 de octubre de 2021   | 2   | «Love Always Runs Away» (inst.)              |                              | Hong Jin-young       |                 | 4:03     |
| 3     | 13 de noviembre de 2021 | 1   | «Dazzling Memories» (눈부신 기억)            | Hana                         | Tom and Jerry        | Hong Dae-kwang  | 4:19     |
| 3     | 13 de noviembre de 2021 | 2   | «Dazzling Memories» (inst.)                  |                              | Tom and Jerry        |                 | 4:19     |
| 4     | 18 de diciembre de 2021 | 1   | «The Hidden Road» (가리워진 길)              | Yoo Jae-ha                   | Yoo Jae-ha           | Jeong Dong-won  | 3:28     |
| 4     | 18 de diciembre de 2021 | 2   | «The Hidden Road» (inst.)                    |                              | Yoo Jae-ha           |                 | 3:28     |
| 5     | 9 de enero de 2022      | 1   | «Invitation to Me» (나에게로의 초대)         | Kim Young-Seong              | long (or&)           |                 | 4:10     |
| 5     | 9 de enero de 2022      | 2   | «Invitation to Me» (inst.)                   |                              | long (or&)           |                 | 4:10     |
| 6     | 20 de febrero de 2022   | 1   | «Time Stopped at Parting» (이별에 멈춘 시간) | Kang Tae-gyu, Yoon Hee-seong | Shim Jae-woong       | Yoon Yeo-gyu    | 4:17     |
| 6     | 20 de febrero de 2022   | 2   | «Time Stopped at Parting» (inst.)            |                              | Shim Jae-woong       |                 | 4:17     |

## Índices de audiencia
| Episodios | Episodios | Episodio número | Episodio número | Episodio número | Episodio número | Episodio número | Episodio número | Episodio número | Episodio número | Episodio número | Episodio número |
| Episodios | Episodios | 1               | 2               | 3               | 4               | 5               | 6               | 7               | 8               | 9               | 10              |
| --------- | --------- | --------------- | --------------- | --------------- | --------------- | --------------- | --------------- | --------------- | --------------- | --------------- | --------------- |
|           | Ep. 1–10  | 3.855           | 4.429           | 4.026           | 4.314           | 4.063           | 4.772           | 4.447           | 5.306           | 4.555           | 5.324           |
|           | Ep. 11–20 | 4.552           | 5.218           | 4.646           | 5.188           | 4.886           | 5.722           | 4.759           | 5.338           | 5.026           | 5.480           |
|           | Ep. 21–30 | 5.107           | 5.662           | 5.041           | 5.810           | 5.490           | 6.187           | 5.991           | 6.469           | 5.776           | 6.319           |
|           | Ep. 31–40 | 5.798           | 6.725           | 5.854           | 6.210           | 5.780           | 6.428           | 5.659           | 6.091           | 5.453           | 5.411           |
|           | Ep. 41–50 | 4.987           | 6.797           | 5.773           | 5.957           | 6.247           | 6.956           | 6.469           | 6.936           | 6.064           | 6.691           |
|           | Ep. 51–52 | 6.191           | 6.783           | —               | —               | —               | —               | —               | —               | —               | —               |

| Ep.                                                                                    | Fecha de emisión         | Índice de audiencia | Índice de audiencia | Índice de audiencia |
| Ep.                                                                                    | Fecha de emisión         | Nielsen Korea       | Nielsen Korea       | TNmS                |
| Ep.                                                                                    | Fecha de emisión         | Nacional            | Seúl                | Nacional            |
| -------------------------------------------------------------------------------------- | ------------------------ | ------------------- | ------------------- | ------------------- |
| 1                                                                                      | 25 de septiembre de 2021 | 22,7% (1.º)         | 20,7% (1.º)         | 19,4% (1.º)         |
| 2                                                                                      | 26 de septiembre de 2021 | 26,5% (1.º)         | 24,9% (1.º)         | 21,9% (1.º)         |
| 3                                                                                      | 2 de octubre de 2021     | 24,3% (1.º)         | 23,1% (1.º)         | 18,7% (1.º)         |
| 4                                                                                      | 3 de octubre de 2021     | 25,3% (1.º)         | 24,3% (1.º)         | 21,0% (1.º)         |
| 5                                                                                      | 9 de octubre de 2021     | 24,4% (1.º)         | 23,3% (1.º)         | 19,6% (1.º)         |
| 6                                                                                      | 10 de octubre de 2021    | 27,8% (1.º)         | 26,3% (1.º)         | 22,6% (1.º)         |
| 7                                                                                      | 16 de octubre de 2021    | 24,8% (1.º)         | 26,3% (1.º)         | 20,2% (1.º)         |
| 8                                                                                      | 17 de octubre de 2021    | 29,7% (1.º)         | 27,7% (1.º)         | 23,8% (1.º)         |
| 9                                                                                      | 23 de octubre de 2021    | 26,8% (1.º)         | 25,3% (1.º)         | 21,6% (1.º)         |
| 10                                                                                     | 24 de octubre de 2021    | 30,4% (1.º)         | 28,6% (1.º)         | 26,5% (1.º)         |
| 11                                                                                     | 30 de octubre de 2021    | 26,9% (1.º)         | 25,4% (1.º)         | 22,8% (1.º)         |
| 12                                                                                     | 31 de octubre de 2021    | 30,0% (1.º)         | 28,7% (1.º)         | 24,9% (1.º)         |
| 13                                                                                     | 6 de noviembre de 2021   | 27,8% (1.º)         | 26,5% (1.º)         | 22,6% (1.º)         |
| 14                                                                                     | 7 de noviembre de 2021   | 30,5% (1.º)         | 28,4% (1.º)         | 26,9% (1.º)         |
| 15                                                                                     | 13 de noviembre de 2021  | 28,2% (1.º)         | 26,4% (1.º)         | 24,1% (1.º)         |
| 16                                                                                     | 14 de noviembre de 2021  | 32,4% (1.º)         | 31,1% (1.º)         | 27,2% (1.º)         |
| 17                                                                                     | 20 de noviembre de 2021  | 28,0% (1.º)         | 26,8% (1.º)         | 25,3% (1.º)         |
| 18                                                                                     | 21 de noviembre de 2021  | 30,3% (1.º)         | 29,7% (1.º)         | 26,8% (1.º)         |
| 19                                                                                     | 27 de noviembre de 2021  | 28,5% (1.º)         | 26,6% (1.º)         | —                   |
| 20                                                                                     | 28 de noviembre de 2021  | 31,3% (1.º)         | 29,6% (1.º)         | 23,9% (1.º)         |
| 21                                                                                     | 4 de diciembre de 2021   | 29,8% (1.º)         | 28,2% (1.º)         | 22,5% (1.º)         |
| 22                                                                                     | 5 de diciembre de 2021   | 32,6%(1.º)          | 30,6% (1.º)         | 26,7% (1.º)         |
| 23                                                                                     | 11 de diciembre de 2021  | 29,5% (1.º)         | 28,8% (1.º)         | 24,9% (1.º)         |
| 24                                                                                     | 12 de diciembre de 2021  | 33,6% (1.º)         | 32,2% (1.º)         | 26,1% (1.º)         |
| 25                                                                                     | 18 de diciembre de 2021  | 31,6% (1.º)         | 30,5% (1.º)         | 26,8% (1.º)         |
| 26                                                                                     | 19 de diciembre de 2021  | 34,5% (1.º)         | 33,2% (1.º)         | 28,1% (1.º)         |
| 27                                                                                     | 25 de diciembre de 2021  | 32,9% (1.º)         | 31,5% (1.º)         | —                   |
| 28                                                                                     | 26 de diciembre de 2021  | 35,7%(1.º)          | 34,7% (1.º)         | 29,0% (1.º)         |
| 29                                                                                     | 1 de enero de 2022       | 31,4% (1.º)         | 30,0% (1.º)         | 23,6% (1.º)         |
| 30                                                                                     | 2 de enero de 2022       | 34,4% (1.º)         | 33,2% (1.º)         | 24,0% (1.º)         |
| 31                                                                                     | 8 de enero de 2022       | 32,3% (1.º)         | 31,0% (1.º)         | 23,3% (1.º)         |
| 32                                                                                     | 9 de enero de 2022       | 36,0% (1.º)         | 35,2% (1.º)         | 25,7% (1.º)         |
| 33                                                                                     | 15 de enero de 2022      | 32,5% (1.º)         | 31,8% (1.º)         | 22,5% (1.º)         |
| 34                                                                                     | 16 de enero de 2022      | 33,5% (1.º)         | 32,3% (1.º)         | 25,3% (1.º)         |
| 35                                                                                     | 22 de enero de 2022      | 31,8% (1.º)         | 30,7% (1.º)         | 23,1% (1.º)         |
| 36                                                                                     | 23 de enero de 2022      | 34,7% (1.º)         | 32,9% (1.º)         | 25,5% (1.º)         |
| 37                                                                                     | 29 de enero de 2022      | 32,0% (1.º)         | 30,5% (1.º)         | —                   |
| 38                                                                                     | 30 de enero de 2022      | 32,6% (1.º)         | 31,8% (1.º)         | 23,4% (1.º)         |
| 39                                                                                     | 6 de febrero de 2022     | 29,6% (1.º)         | 28,7% (1.º)         | 21,5% (1.º)         |
| 40                                                                                     | 12 de febrero de 2022    | 30,1% (1.º)         | 28,8% (1.º)         | 23,8% (1.º)         |
| 41                                                                                     | 19 de febrero de 2022    | 27,9% (1.º)         | 27,3% (1.º)         | 23,0% (1.º)         |
| 42                                                                                     | 20 de febrero de 2022    | 36,8% (1.º)         | 35,2% (1.º)         | 30,0% (1.º)         |
| 43                                                                                     | 26 de febrero de 2022    | 32,2% (1.º)         | 31,0% (1.º)         | 26,3% (1.º)         |
| 44                                                                                     | 27 de febrero de 2022    | 32,9% (1.º)         | 32,2% (1.º)         | 27,0% (1.º)         |
| 45                                                                                     | 5 de marzo de 2022       | 34,0% (1.º)         | 32,3% (1.º)         | 27,2% (1.º)         |
| 46                                                                                     | 6 de marzo de 2022       | 37,2% (1.º)         | 36,1% (1.º)         | 30,9% (1.º)         |
| 47                                                                                     | 12 de marzo de 2022      | 35,7% (1.º)         | 34,4% (1.º)         | 29,8% (1.º)         |
| 48                                                                                     | 13 de marzo de 2022      | 38,2% (1.º)         | 36,6% (1.º)         | 30,8% (1.º)         |
| 49                                                                                     | 19 de marzo de 2022      | 34,5% (1.º)         | 32,9% (1.º)         | 29,1% (1.º)         |
| 50                                                                                     | 20 de marzo de 2022      | 36,5% (1.º)         | 35,5% (1.º)         | 30% (1.º)           |
| 51                                                                                     | 26 de marzo de 2022      | 34,6% (1.º)         | 32,9% (1.º)         | 30,2% (1.º)         |
| 52                                                                                     | 27 de marzo de 2022      | 36,8% (1.º)         | 35,3% (1.º)         | 32,6% (1.º)         |
| Promedio                                                                               | Promedio                 | 31,25%              | 29,96%              | —                   |
| En la tabla superior, en azul aparecen los índices más bajos, y en rojo los más altos. |                          |                     |                     |                     |

## Premios y nominaciones
| Año  | Premio             | Categoría                                  | Candidato                | Resultado | Ref.   |
| ---- | ------------------ | ------------------------------------------ | ------------------------ | --------- | ------ |
| 2021 | Asia Artist Awards | Mejor banda sonora original                | Lim Young-woong          | Ganadora  | [ 56 ] |
| 2021 | KBS Drama Awards   | Gran Premio (Daesang)                      | Ji Hyun-woo              | Ganador   | [ 6 ]  |
| 2021 | KBS Drama Awards   | Premio a la excelencia, actriz en serie tv | Park Ha-na               | Ganadora  | [ 6 ]  |
| 2021 | KBS Drama Awards   | Mejor actriz revelación                    | Lee Se-hee               | Ganadora  | [ 57 ] |
| 2021 | KBS Drama Awards   | Mejor actriz infantil                      | Choi Myung-bin           | Ganadora  | [ 58 ] |
| 2021 | KBS Drama Awards   | Mejor actor infantil                       | Seo Woo-jin              | Ganador   | [ 59 ] |
| 2021 | KBS Drama Awards   | Mejor actor infantil                       | Yoo Joon-seo             | Nominado  | [ 59 ] |
| 2021 | KBS Drama Awards   | Mejor guion                                | Kim Sa-kyung             | Ganadora  | [ 6 ]  |
| 2021 | KBS Drama Awards   | Mejor pareja                               | Ji Hyun-woo y Lee Se-hee | Ganadores | [ 60 ] |
| 2021 | KBS Drama Awards   | Mejor actriz de reparto                    | Lee Il-hwa               | Nominada  | [ 61 ] |
| 2021 | KBS Drama Awards   | Premio a la excelencia, actor en serie tv  | Kang Eun-tak             | Nominado  | [ 62 ] |
| 2022 | Seoul Music Awards | Mejor banda sonora original                | Lim Young-woong          | Ganadora  | [ 63 ] |